# Robert de Masmines

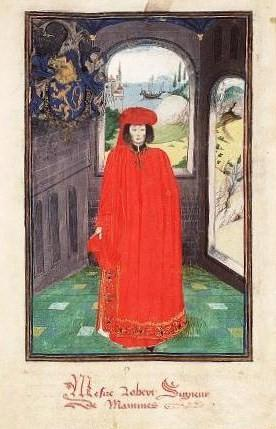
Bildnis von Robert de Masmines in „Statuts, Ordonnances et Armorial de l'Ordre de la Toison d'Or“, post mortem, 1473

Robert de Masmines (* um 1387; † September 1430 oder 1431), mit vollem Namen Robert de Rasseghem, Seigneur de Masmines, war ein burgundischer Ritter-Hauptmann und Ritter des Ordens vom goldenen Vlies. Er war Herr von Masmines (Massemen), Westrem, Hemelveerdegen, Beerlegen und Mitglied des Conseil de Flandre. In der Grafschaft Hennegau war er Statthalter des Herzogs von Burgund.
Im „Armorial équestre Toison d’or“ ist Robert de Masmines als Ritter des Ordens vom goldenen Vlies unter dem Haus Burgund dargestellt, zu Pferd und im vollen Rüstungs-Ornat, als 18. als einer der frühesten Ritter des herzoglich burgundischen Hausordens.
Das um 1425/30 entstandene Bildnis eines feisten Mannes soll Robert des Masmines darstellen. Es nimmt einen besonderen Rang in dem dem Meister von Flémalle (aus der Werkstatt des altniederländischen Meisters Robert Campin, * um 1375; † 1444) zugeschriebenen Werk ein, da es als eines der frühesten autonomen Porträts in der europäischen Malerei der Neuzeit gilt, bei denen der Porträtierte losgelöst von einem religiösen Stifterkontext dargestellt wurde.

## Familie

Robert de Masmines’ Wappen

Robert de Masmine entstammte dem flämischen Geschlecht derer von Rasseghem (Ressegem bei Herzele in Ostflandern), der Herren de Masmines (niederländisch van Massemen, ebendort, bei Wetteren), und wurde um 1387 als Sohn des Walrave de Rasseghem, Seigneur de Masmines, und der Margareta (Marguerite de) Tyncke geboren. Die Mutter war eine Tochter des Robert Tyncke, Marschalls von Flandern, und der Beatrix de Dampierre. Seine Ehefrau war Elisabeth (Isabelle) Herrin von Leeuwergem, Tochter des Ghilbert de Leeuwergem und der Marguerite de Ghistelles. Der Ehe (Rasseghem-)Masmines-Leeuwergem entstammten die beiden Töchter Béatrix de Masmines, Herrin von Belleghem, und Marguerite de Rasseghem, Herrin von Masmines. Marguerite vermählte sich mit André de Jauche († 1456), einem Sohn des Jean de Jauche, Seigneur de Mastaing, und der Isabeau de Walcourt, Herrin von Brugelette.